# PDX1
PDX1 es un gen que tiene un rol determinante regulador durante la formación del páncreas embrionario. La mutación de este gen suele producir importantes alteraciones en la formación del páncreas embrionario, las cuales pueden desencadenar serios desequilibrios en la función del páncreas post-natal.
Su alteración suele acarrear problemas en la diferenciación de las células del páncreas exocrino y en la función de las células beta del páncreas endocrino. La mutación en el SNPs Rs9581943 es muy común en pacientes que sufren cáncer de páncreas, según un análisis del genoma publicado en Nature.